# Marie Muir
Marie Agnes Muir, Pseudonyme Monica Blake und Barbara Kaye (* 1908 in Yorkshire, Nordengland; † 1998 in London) war eine englische Schriftstellerin. 

## Leben
Muir ließ sich nach Ende des Zweiten Weltkriegs in Schottland nieder. Dort heiratete sie den schottischen Schriftsteller Thomas Muir, einen entfernten Verwandten des Universalgelehrten John Muir. Während ihr Ehemann Kriminalromane verfasste, machte sie sich einen Namen als Autorin von Kinder- und Jugendbüchern. Neben ihrem eigenen Namen benutzte sie dazu auch die Pseudonyme Monica Blake und Barbara Kaye und publizierte damit auch für Erwachsene. 
Mit ihrem Ehemann bewohnte Muir ein Anwesen in der Aberlady Bay am Firth of Forth. Als dieser gestorben war, zog sie für einige Zeit nach Edinburgh. In dieser Zeit fungierte sie als Sekretärin des Scottish Centre of International P.E.N. Für einige Zeit ließ sie sich in East Lothian nieder. Die letzten Jahre ihres Lebens verbrachte Marie Muir in London, wo sie im Alter von 90 Jahren 1998 starb.

## Werke (Auswahl)
unter ihrem eigenen Namen
- Torridons' triumph. Collins, London 1967.
- Torridon's surprise. Collins, London 1961.
- Torridons' in Spain. Collins, London 1962.
- Torridons' in trouble. Collins, London 1963.

unter dem Pseudonym Barbara Kaye
- Pam, Pot and Kettle. Collins, London 1964.
- Kettle's great adventure. Collins, London 1965.

unter dem Pseudonym Monica Blake
- Hidden Heritage. London 1968.
- Pelham's folly. Hale Press, London 1977, ISBN 0-709-1613-6-0.
- The dark horseman. Hale Press, London 1977, ISBN 0-709-1624-9-9.
- Austrian romance. Hale Press, London 1978, ISBN 0-709-1662-5-7.
- Poll of love. London 1978.
- Venetian Dream. Hale Press, London 1979, ISBN 0-709-1736-4-4.
- Come in from the dark. Hale Press, London 1982, ISBN 0-709-1983-8-8.